# Clima de Cantabria
El clima de Cantabria es similar al del resto de la Cornisa Cantábrica. Se caracteriza por una notable complejidad, derivada fundamentalmente de su posición geográfica en la fachada atlántica de la península Ibérica y de una orografía abrupta y muy variada. La interacción constante entre las masas de aire húmedo procedentes del océano y el relieve montañoso da lugar a una diversidad climática acusada incluso a escalas muy locales.
Este grado de variabilidad implica que cualquier caracterización global del clima regional resulta necesariamente incompleta o inexacta para amplias zonas del territorio cántabro. Las condiciones meteorológicas pueden diferir considerablemente entre valles cercanos o entre vertientes orientadas en distintas direcciones, lo que también limita la precisión de los pronósticos meteorológicos convencionales. La naturaleza fragmentada del relieve, combinada con la incidencia directa de la circulación atmosférica atlántica, convierte a Cantabria en un territorio especialmente propenso a la heterogeneidad climática.

## Características generales del clima en Cantabria

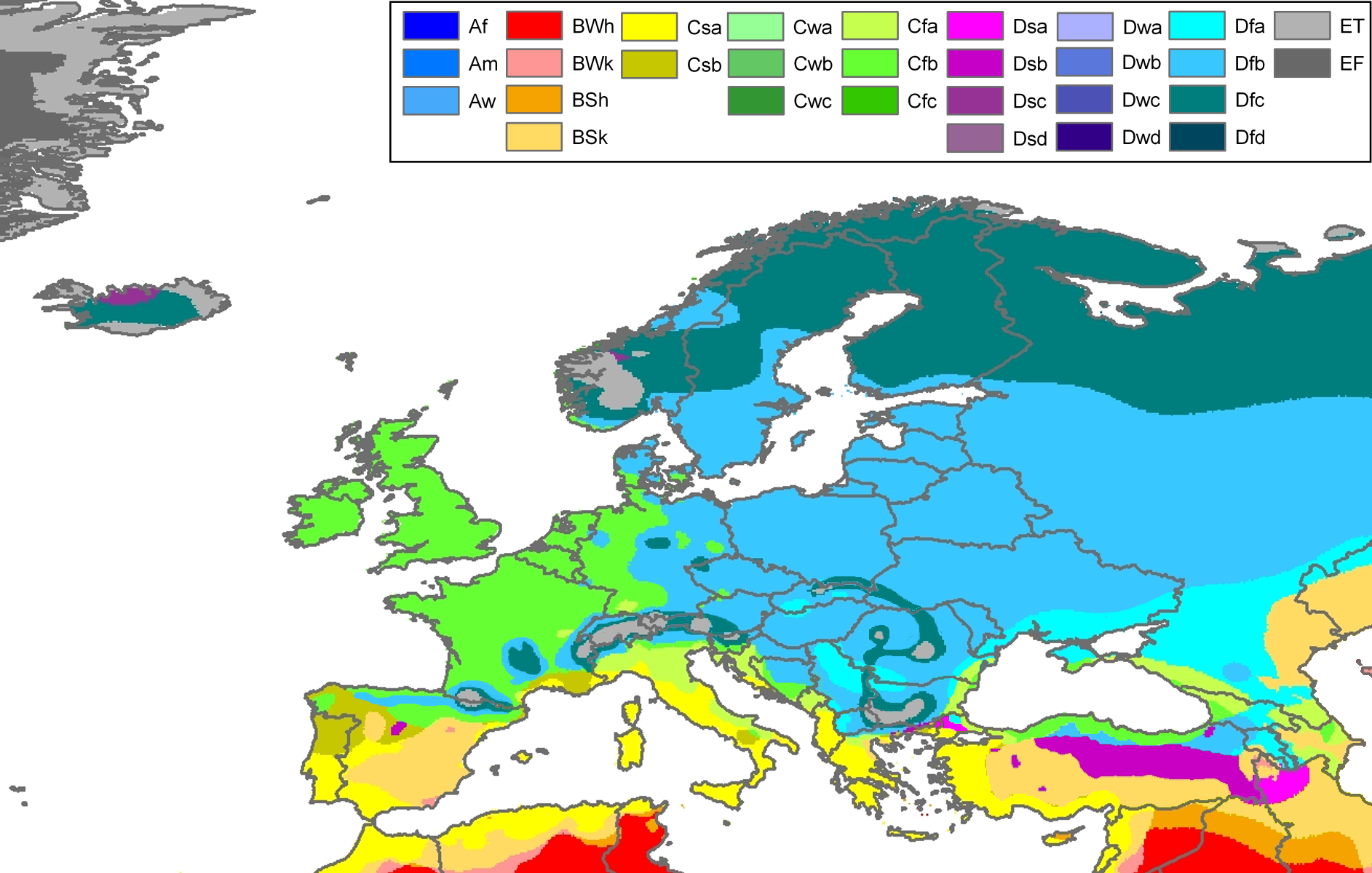
El clima de Cantabria pertenece al tipo oceánico de acuerdo a la clasificación climática de Köppen, típico de las costas del Oeste en las latitudes medias de la mayoría de los continentes y predominante en gran parte de Europa.

A grandes rasgos, Cantabria presenta un clima oceánico o atlántico, similar al de Europa Occidental, clasificado como Cfb según la clasificación climática de Köppen. Se trata de un clima templado mesotermal, caracterizado por la escasa amplitud térmica anual, la ausencia de una estación seca y la presencia de veranos suaves, en los que la temperatura media del mes más cálido no supera los 22 °C, mientras que al menos cuatro meses presentan temperaturas medias mínimas superiores a 10 °C.
Este tipo de clima húmedo y templado es propio de las regiones occidentales de los continentes en latitudes medias, como Europa Occidental, el suroeste de Chile y el suroeste de Australia.
La descripción anterior se ajusta adecuadamente a la franja litoral, especialmente a zonas como Santander, donde la temperatura media del mes más frío ronda los 9 °C, la del mes más cálido se sitúa en torno a los 20 °C, y la precipitación anual media alcanza aproximadamente los 1200 l/m².
Sin embargo, esta caracterización resulta insuficiente para describir el conjunto del territorio cántabro, que muestra una gran diversidad regional. Esta variabilidad climática se manifiesta en diferencias marcadas incluso entre valles próximos o entre vertientes montañosas, haciendo que cualquier clasificación general sea necesariamente imprecisa para amplias zonas del interior. Regiones como Liébana o Campoo-Los Valles presentan rasgos climáticos claramente diferenciados respecto a la costa, con mayores contrastes térmicos y una distribución de las precipitaciones distinta.
Esta heterogeneidad espacial convierte a Cantabria en un territorio meteorológicamente complejo, donde las condiciones locales pueden variar considerablemente y limitar la fiabilidad de los pronósticos generalistas.

## Las estaciones en Cantabria

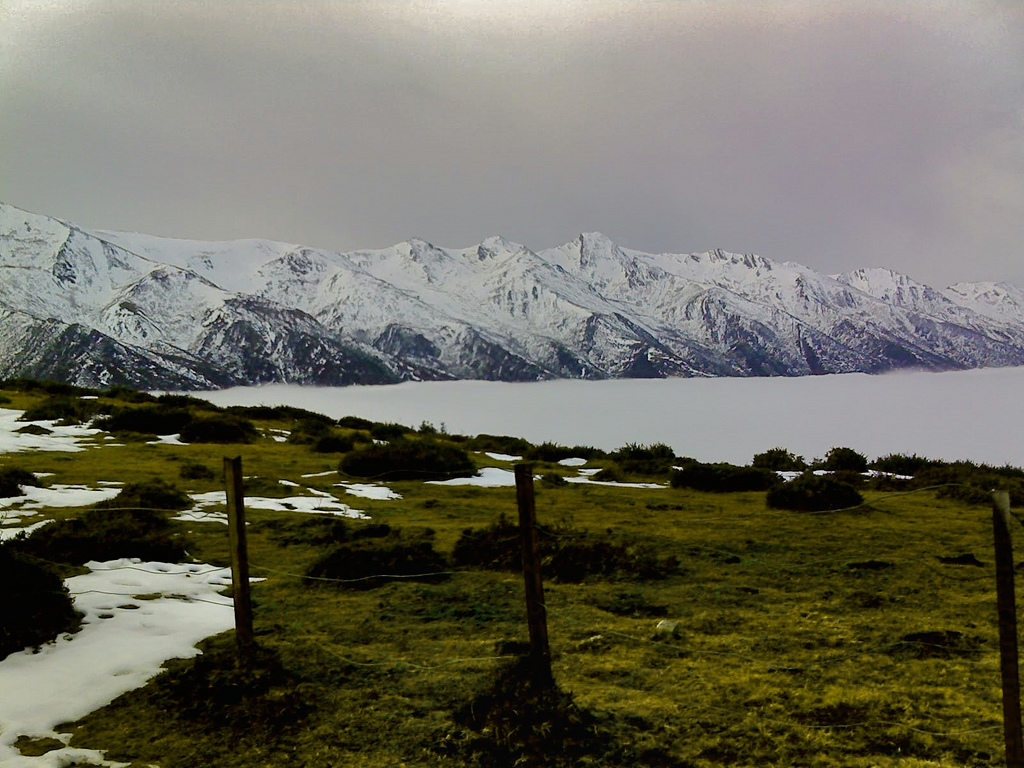
Sierra de Peña Sagra. En los valles interiores los inviernos son fríos, y en general a partir de 800 metros, buena parte de las precipitaciones son en forma de nieve.

### Invierno
El invierno en Cantabria suele alternar entre dos tipos de comportamiento:
- Inestable: Es tiempo de los frentes fríos procedentes del norte que cubren de nieve las montañas. El viento sur que suele preceder a los frentes fríos da lugar a bruscos cambios de tiempo. La irrupción del viento sur da lugar a súbitas elevaciones de la temperatura de entre 7 y 10 °C en cuestión de horas, pasando del invierno al “verano” de un día a otro.

- Estable: Entre borrasca y borrasca se suele producir tiempo anticiclónico con vientos del nordeste. Cuando el anticiclón de las Azores se hace persistente sobre la península ibérica, bloquea la llegada de frentes de lluvia, dando lugar a tiempo frío, seco y soleado que puede durar ente 15 y 45 días.

Junto a la costa las temperaturas medias invernales rondan los 10 °C mientras en Potes estas se sitúan en torno a los 8 °C y en Reinosa la temperatura media invernal es de 4 °C. En las comarcas litorales difícilmente se baja de los 0 °C pero en los valles del interior las temperaturas mínimas descienden hasta -6 °C y en las comarcas meridionales el termómetro puede bajar hasta los -10 °C con relativa frecuencia.

### Primavera

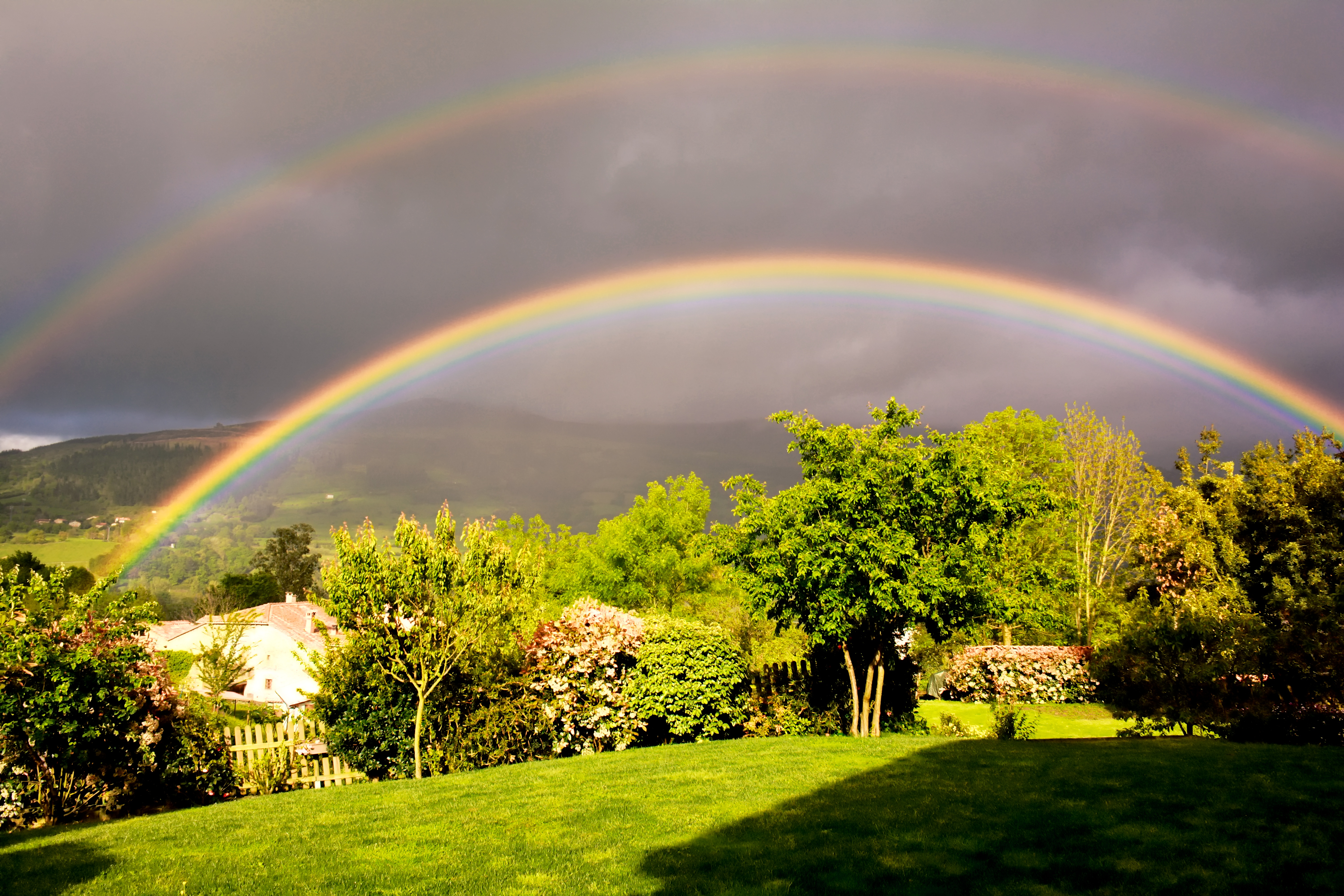
Arco iris primario y secundario -entre ambos se aprecia la banda oscura de Alejandro-; fotografiado en Vega de Pas en primavera.

La primavera en Cantabria es un periodo de cambio con grandes contrastes (sol, lluvia, frío y calor en el mismo día). El dominio de los terrales de invierno va cediendo el paso a los vientos de procedencia marítima, por ello en esta época del año el clima se suaviza tanto en temperatura como en viento y precipitación, dando lugar a una mayor duración del tiempo estable con vientos del nordeste, no sin alternar con episodios de tiempo casi invernal que suelen aparecer con la misma brusquedad con que desaparecen, especialmente en abril. En una misma jornada se puede pasar calor, con tiempo soleado y viento del sur –ya muy cálido en esta época del año- y a las pocas horas estar con fuerte viento, lluvia o granizo y temperaturas casi invernales.
Debido a la cercanía del mar Cantábrico, que todavía conserva buena parte del frío del invierno, se producen numerosas nieblas matinales costeras y en las desembocaduras de los ríos, que a veces penetran en la franja litoral formando espesos bancos. A medida que avanza la primavera son más frecuentes las tormentas, sobre todo en el interior. Asimismo, al final de primavera son típicas las lloviznas en el litoral oriental.
El máximo pluviométrico de primavera ocurre a finales de marzo principios de abril y es debido a un repunte en el paso de sistemas de bajas presiones que en esta ocasión circulan por latitudes más altas, por lo que los vientos del sur son más raros en esta época. Este máximo pluviométrico afecta principalmente a la vertiente norte de la mitad oriental de Cantabria, con precipitaciones en forma de lluvia y también de nieve (al igual que en invierno, cuando nieva en primavera en las zonas medias y altas, suele granizar en la franja costera).

### Verano

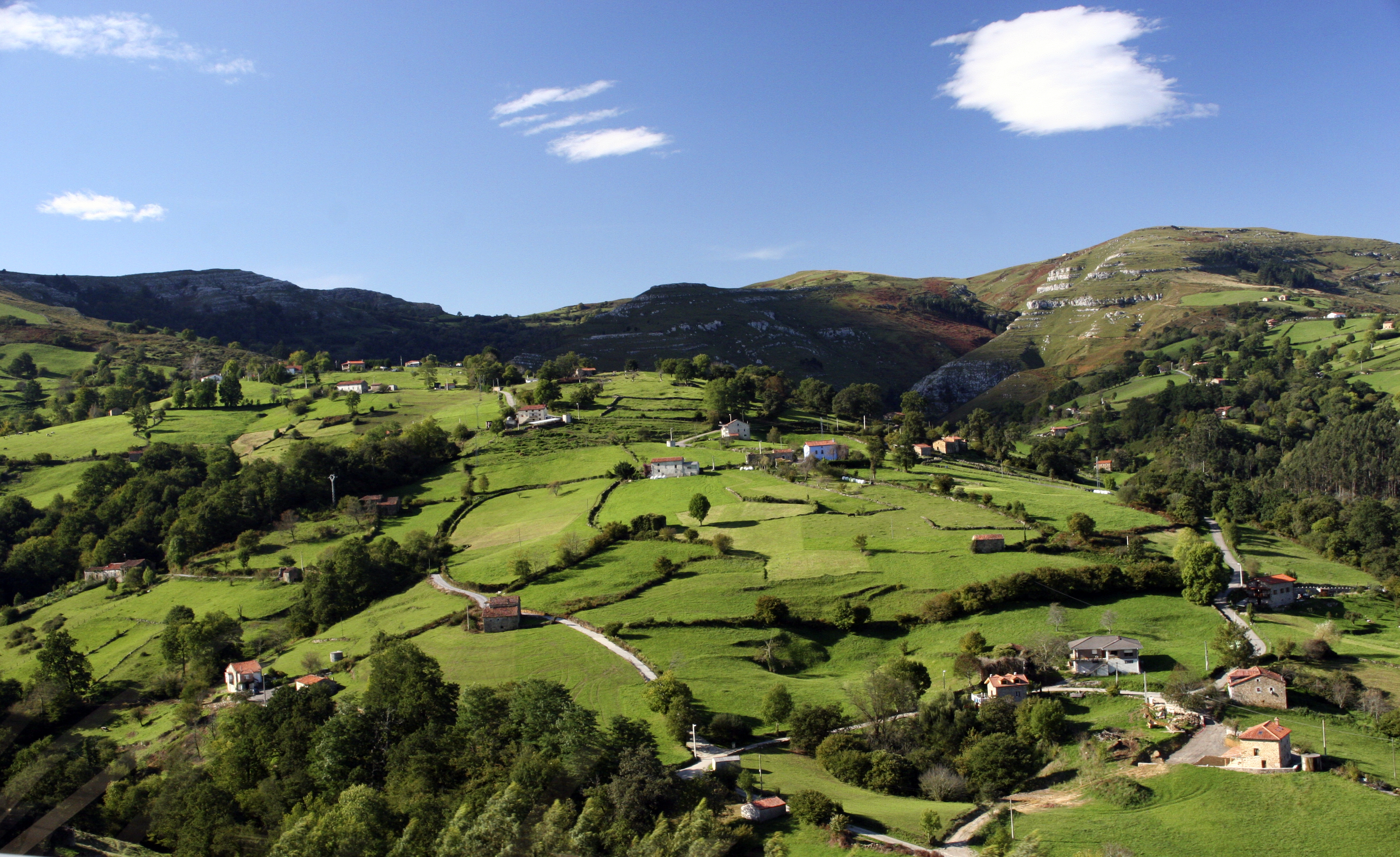
Paisaje mosaico de praderías y diferentes manchas boscosas en Riotuerto. En general en Cantabria los veranos no suelen ser secos, siendo pocos los días en los que el calor aprieta, en cambio son frecuentes los estratos y las lloviznas. No obstante, existen marcadas diferencias entre la costa y el interior.

El verano en Cantabria es la época más apacible y agradable del año (unos pocos días de llovizna y otros pocos días de bochorno). En general, el verano cántabro es época de brisas y de tormentas vespertinas que en algunos días de fuerte calor pasan desde el interior al litoral, aliviando y refrescando el ambiente. El clima es muy suave, tanto en temperatura como en viento y precipitación, caracterizándose por una mayor duración del tiempo estable con vientos del nordeste, no sin alternar con episodios de tiempo fresco y húmedo generalmente de corta duración, especialmente en junio. 
El periodo intermedio entre final de primavera y comienzo del verano está más dominado por vientos del Oeste, que a menudo producen lloviznas por estancamiento de la nubosidad llamadas en la región morrinas. El término está tan extendido que incluso se utiliza el verbo y muy frecuentemente se oye decir que está morrinando, en vez de que está lloviznando.
Es la época menos lluviosa del año, julio y agosto son meses dominados por los vientos del nordeste que suelen traer tiempo seco y apacible. Aunque también es el periodo de las tormentas de calor que se forman a primeras horas de la tarde en la meseta Norte y son desplazadas hacia el litoral a final de la tarde, cuando la brisa deja de poner freno al calor del interior. 
Durante esta época del año la zona de Cantabria más lluviosa es la mitad oriental de La Marina. En la franja litoral es raro pasar de 30 °C, mientras que en los valles de la zona centro y sur, se pueden alcanzar los 36 °C. 
En el litoral, al verano le cuesta mucho entrar y lo hace muy tímido y dubitativo, no es hasta mediados de julio cuando se aprecia el verano en todo su esplendor, que se suele mostrar repentino, vivo, escaso e intermitente por estas fechas. Hay tres semanas buenas que se pueden colocar aproximadamente en la última de julio, la segunda o tercera de agosto (aunque este mes es muy incierto) y la primera de septiembre.

### Otoño

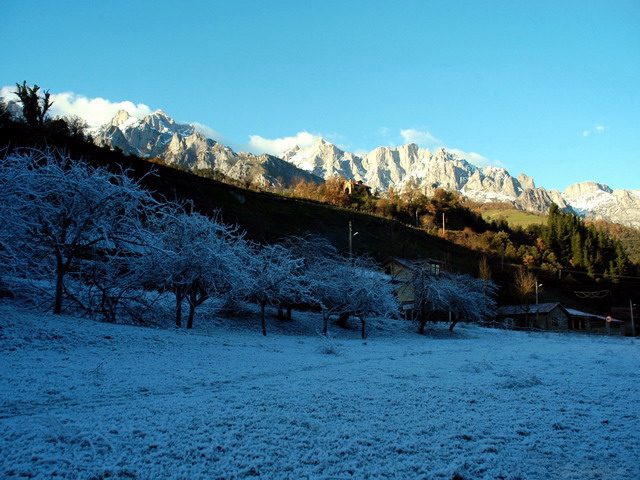
Helada en Camaleño. A diferencia del interior, en la costa este fenómeno meteorológico es poco frecuente, siendo especialmente raro en Santander por el efecto termorregulador de la gran lámina de agua que produce su bahía.

El otoño en Cantabria es época de lluvias y de vientos del sur, alternándose desordenadamente semanas lluviosas con otras secas. El máximo pluviométrico durante esta época del año se centra en noviembre y es debido al continuo paso de sistemas de bajas presiones procedentes de latitudes más bajas y que circulan preferentemente de suroeste a noreste. Esta es una situación muy característica y bien conocida que comienza con vientos del sur y termina con vientos del noroeste. Este máximo pluviométrico afecta por igual a las vertientes norte y sur de toda la Cordillera Cantábrica, con precipitaciones en forma de lluvia y nieve (cuando nieva en las zonas medias y altas, suele granizar en la franja costera).
Durante esta estación el clima se mantiene suave al principio, tanto en temperatura como en viento y precipitación, no sin alternar con episodios de tiempo frío, húmedo y ventoso, generalmente de una semana de duración y especialmente al final del otoño. En esta época la zona más lluviosa de Cantabria es la mitad oriental. 
El otoño es época de frentes y de borrascas que poco antes de llegar provocan una sensación de bonanza térmica, pasando bruscamente a un tiempo desapacible frío, húmedo y ventoso. En octubre se producen las primeras heladas en los valles del interior y aparece la nieve en las cumbres de las montañas más altas.

## Régimen pluviométrico de Cantabria
La precipitación es el rasgo más destacado del clima de Cantabria y de la región cantábrica en general, tanto por su volumen como por su compleja distribución espacial y temporal. La combinación de factores atmosféricos y una orografía muy accidentada genera notables contrastes pluviométricos incluso entre valles próximos. Esta variabilidad convierte a Cantabria en una de las regiones con mayor complejidad meteorológica del país.

### Distribución espacial

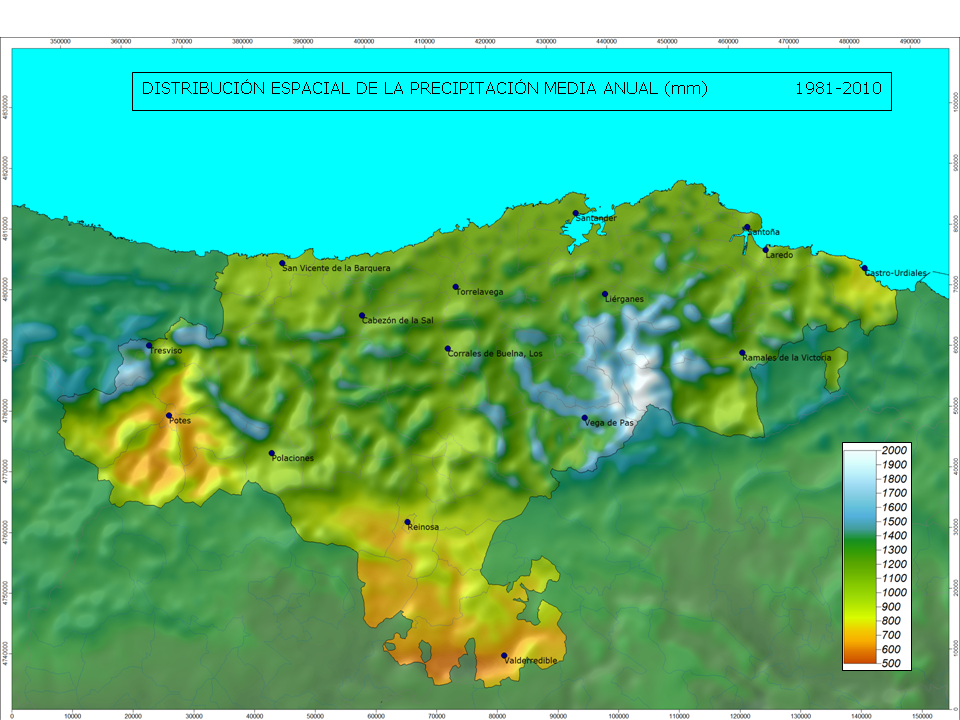
Distribución espacial de la precipitación acumulada anual en Cantabria. Se observa como el máximo pluviométrico se sitúa en las montañas pasiegas.

El régimen pluviométrico de Cantabria está condicionado por la interacción entre la circulación atmosférica del oeste —típica del dominio atlántico— y la disposición del relieve. Las borrascas atlánticas alcanzan la región durante todo el año, incrementando su frecuencia e intensidad en otoño e invierno. A medida que las masas de aire húmedo provenientes del mar Cantábrico penetran en el interior, su ascenso orográfico genera precipitaciones más intensas, especialmente en zonas elevadas.
Aunque a menudo se considera que los Picos de Europa concentran los mayores registros pluviométricos, los datos más elevados corresponden a las montañas pasiegas, en la zona comprendida entre el Porracolina y el Puerto del Escudo.
Allí, en la cabecera de los ríos Miera y Pas, se superan los 2400 mm anuales, mientras que en los Picos de Europa se alcanzan valores superiores a los 2000 mm. En contraste, las zonas más secas se encuentran en el sur de la comarca de Campoo-Los Valles y en las cotas bajas del valle de Liébana, donde las precipitaciones apenas alcanzan los 700 mm anuales.
La explicación más aceptada para el máximo pluviométrico de las montañas pasiegas se basa en varios factores: su cercanía al extremo oriental del golfo de Vizcaya, donde el mar es menos profundo y su temperatura más elevada, favoreciendo una mayor evaporación; la orientación noroeste de los valles del Pas y del Miera, que canaliza el aire húmedo marino hasta el fondo de los valles; y la existencia de pasos naturales como el entorno del Castro Valnera, que permite el desvío de las corrientes atlánticas y descenso hacia el valle del Ebro cuando estas se encuentran con la barrera del oeste de los Pirineos. Se estima que la precipitación media anual aquí alcanzaría los 3000 mm, siendo una de las áreas más lluviosas de la península ibérica.

### Distribución temporal

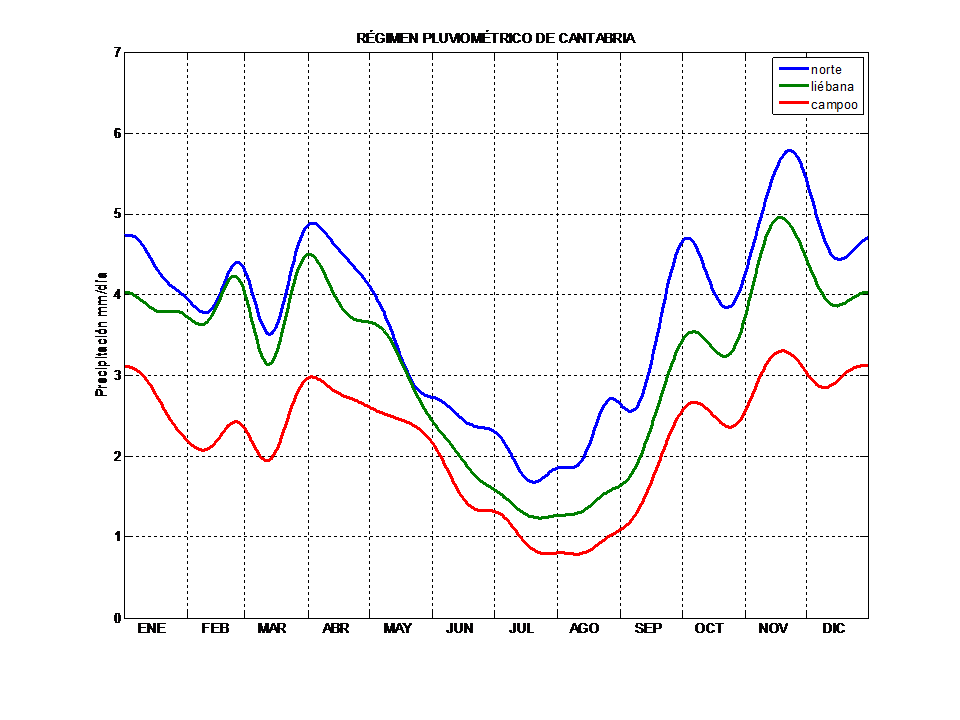
Distribución temporal de la precipitación en tres zonas de Cantabria: fachada marítima (clima oceánico), Liébana (clima oceánico de tipo mediterráneo) y Campoo-Los Valles (clima continental de tipo mediterráneo).

Desde un punto de vista mensual, Cantabria presenta dos máximos de precipitación: uno principal a finales de otoño (noviembre) y otro secundario en primavera (abril), con un mínimo pronunciado en los meses de verano (julio y agosto). No obstante, los análisis basados en series diarias y agregaciones semanales revelan oscilaciones más finas dentro del año hidrológico, que coinciden con lo que la tradición popular ha denominado “veranillos” (como el veranillo de San Miguel, el veranillo del membrillo, indian summer, altweibersommer, etc).
Durante el periodo 1981–2010 se identificaron hasta cinco máximos pluviométricos bien definidos:
- El principal, en noviembre.
- Uno secundario en abril, que se extiende parcialmente a marzo.
- Otro en torno a Navidad.
- Un cuarto entre septiembre y octubre.
- Un quinto a finales de febrero.

Del mismo modo, se detectan cinco mínimos:
- El más marcado en verano (julio-agosto).
- Uno a mediados de marzo.
- Otro a inicios de febrero.
- Uno a finales de octubre.
- Uno muy significativo en diciembre, entre la segunda y la tercera semana, en plena temporada lluviosa.

Estas oscilaciones, detectadas en distintas áreas de Cantabria, apuntan a su origen en patrones atmosféricos de gran escala, comunes a todo el dominio peninsular. Cabe añadir que, pese a la elevada frecuencia de días con precipitación, en la zona litoral solo uno de cada quince días de verano presenta más de dos horas de lluvia continuada.
En conjunto, la pluviometría de Cantabria, con más del 80% del territorio superando los 1000 mm anuales, está marcada por una fuerte dependencia de la circulación atlántica y la orografía local, factores que condicionan tanto la cantidad como la distribución de las precipitaciones.

## Régimen termométrico de Cantabria
Utilizando valores mensuales, el régimen termométrico anual es regular, con los valores medios más altos en agosto y los más bajos en enero, con un ligero desfase -estimado en unos 10 días- entre el litoral y el interior, debido a la inercia térmica del mar.
Sin embargo, al igual que ocurre con la precipitación, la utilización de valores mensuales de temperaturas actúa como filtro para las oscilaciones de escalas de tiempo más pequeñas, por ello también se ha realizado una agregación semanal de la temperatura a partir del dato diario, para tres zonas diferentes de Cantabria. En la Figura se muestra el ciclo anual de temperaturas medias. Por una parte se muestran las estaciones de la vertiente norte (en azul) y por otra Liébana y Campoo en verde y rojo respectivamente. 

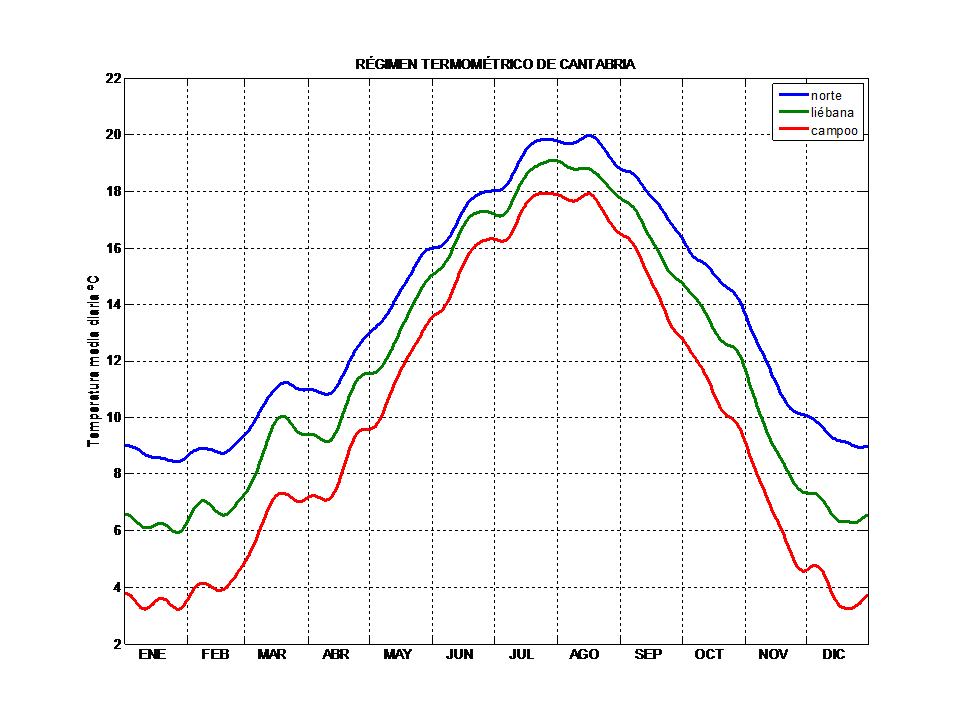
Régimen temporal termométrico de Cantabria.

Como se puede apreciar en la figura, el régimen termométrico presenta por un lado temperaturas suaves todo el año en las regiones litorales, con una escasa oscilación anual, mientras que por otro lado en las zonas altas de las vertientes de los ríos Ebro y Duero las temperaturas son más rigurosas, especialmente en invierno, presentando una oscilación anual propia del clima continental. Si nos fijamos en las fluctuaciones intraestacionales las conclusiones son prácticamente las mismas que con el régimen pluviométrico, es decir atribuibles a perturbaciones asociadas a grandes sistemas de presión; presentando además, una notable sincronización respecto a las pluviométricas.

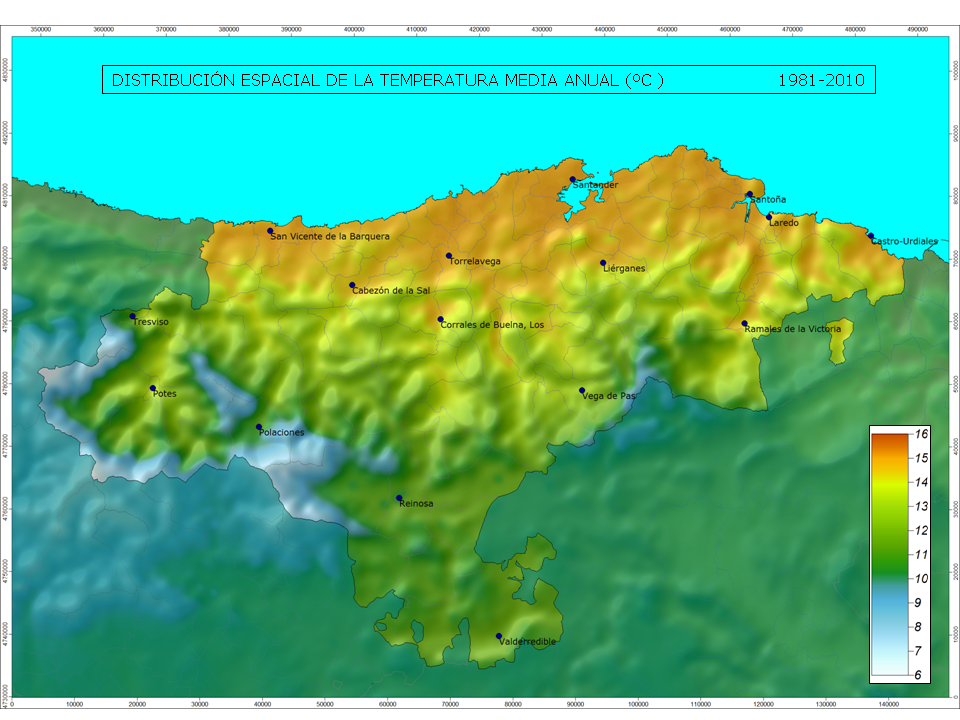
Distribución espacial de la temperatura media anual en Cantabria.

Si se observa la distribución espacial de temperaturas, los valles cántabros más fríos son Polaciones, Hermandad de Campoo de Suso, Campoo de Yuso, Campoo de Enmedio, Valdeolea, Valdeprado del Río y Valderredible con temperaturas medias claramente inferiores a 10 °C y temperaturas mínimas absolutas anuales en torno a -15 °C. 
Las zonas más templadas, aparte de toda la franja litoral, son los valles de los ríos Besaya, Pas y Asón, así como el valle del río Carranza, entre Cantabria y Vizcaya, con medias ligeramente superiores a los 14 °C y máximas absolutas anuales en torno a los 35 °C.
Como norma general, válida para toda la región, se observa un descenso térmico con la altura de unos 0,5 °C cada 100 metros. Este gradiente térmico es un valor medio que no se mantiene en el día a día. Así por ejemplo, en las mañanas anticiclónicas de los valles interiores, debido a que durante la noche el aire frío de las alturas se ha hundido al fondo de los valles por su mayor densidad, estos pueden ser tanto o más fríos que las cumbres.

## Descripción geográfica del clima de Cantabria
En la franja litoral que comprende las tierras bajas de La Marina próximas a la costa,  las precipitaciones medias anuales se sitúan entre los 1000 y los 1200 mm. El efecto de regulación térmica del océano es muy notable, resultando un clima templado con una relativa homotermia a lo largo del año; las temperaturas invernales no suelen ser excesivamente bajas y es raro que desciendan a valores negativos, teniendo unas medias de 9 °C, aunque debido a la humedad y el viento la sensación de frío puede ser muy intensa. Del mismo modo, durante el estío estas difícilmente sobrepasan los 30 °C, estando por lo regular próximas a los 20 °C; la máxima absoluta anual se suele producir a finales de agosto o principios de septiembre cuando por efecto del viento sur queda bloqueada la brisa incluso en la costa y se superan los 35 °C en Santander y otras localidades del litoral oriental, aunque afortunadamente el viento sur no es habitual en verano. Esta zona se ajusta perfectamente al tipo de clima oceánico puro. 
A medida que nos alejamos de la costa hacia el interior de la región, la suavidad térmica desaparece con bastante rapidez, habiendo un mayor contraste tanto estacional, entre el invierno y el verano, como diurno, entre la noche y el día, en función de la altitud y la distancia a la costa. Por ejemplo, en los valles interiores es relativamente frecuente descender a temperaturas de -5 °C en las madrugadas anticiclónicas de invierno. Del mismo modo, en verano, se alcanzan temperaturas notablemente más altas que en el litoral al carecer de la refrescante influencia de la brisa marina, llegándose a alcanzar e incluso superar los 35 °C en algunas tardes de agosto. A diferencia de la zona litoral, donde no existe ningún mes de heladas seguras (aunque se presentan una o dos veces al año, con tiempo anticiclónico entre noviembre y marzo), en el resto de Cantabria son bastante frecuentes desde octubre o noviembre hasta abril o mayo. Esta zona de valles intermedios es la más lluviosa de Cantabria. En las cabeceras de los ríos Pas, Miera y Asón se produce el máximo pluviométrico de Cantabria con precipitaciones medias anuales por encima de 2000 mm, en localidades como San Roque de Riomiera por ejemplo, se recogen 2400 mm.

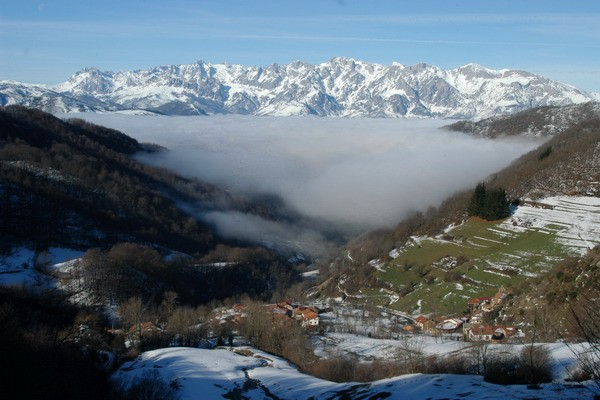
Nubes estratiformes en los Picos de Europa. Cuando el aire frío queda represado en los valles de la Cordillera Cantábrica y su temperatura está por debajo del punto de rocío, se forman los conocidos mares de nubes, que forman espesos bancos de niebla donde llegan al suelo.

El extremo opuesto a esta realidad climática se da en el sur de la Comunidad, en la comarca de Campoo-Los Valles, debido a que esta zona se encuentra al sur de la Cordillera Cantábrica, las montañas bloquean los frentes lluviosos y se produce una menor nubosidad y precipitación y una mayor insolación. En lugares como Reinosa la precipitación media anual es de 850 mm. Debido al Embalse del Ebro en invierno son frecuentes las nieblas. Los inviernos son fríos y largos, con heladas frecuentes de octubre a mayo: la media de las mínimas de enero es -2.5 °C y el día más frío del año suele rondar los -15 °C. El verano es seco y cálido pero no extremado ya que aunque la media de las temperaturas máximas diarias del mes de agosto, es la más alta de Cantabria rondando los 26 °C, las mínimas son también las más bajas situándose en 10 °C, debido sobre todo a que esta comarca se encuentra de media por encima de los 800 metros sobre el nivel del mar; en esta zona la máxima absoluta anual suele rondar los 40 °C. Más al sur, ya en la zona alta del valle del Ebro, en municipios como Valderredible, el clima es ligeramente más extremo y las precipitaciones descienden aún más, situándose por debajo de los 700 mm anuales en su extremo sur.
En las tierras altas de la región (1000 m en adelante) buena parte de las precipitaciones entre los meses de octubre y mayo son en forma de nieve pasando con rapidez según la altitud, de clima oceánico a clima de montaña. Por encima de 1000 metros en Cantabria hay un promedio de 40 días de precipitación en forma de nieve. 
La mayor singularidad climática conocida de Cantabria se ubica en el valle de Liébana. Ubicada a los pies de los Picos de Europa en una hoya rodeada de farallones calcáreos, este impresionante muro crea un microclima que difiere del resto de la región. De este modo, en el fondo del valle persiste un clima mediterráneo atenuado que se transforma progresivamente en clima atlántico húmedo a medida que se asciende y que acaba en clima de montaña por encima de los 1800 m. En el fondo del valle las temperaturas mínimas de enero rondan 1 °C, también con numerosas heladas, pudiendo llegar a los -10 °C y las máximas de agosto los 26 °C pudiendo llegar a los 40 °C. Al estar muy apantallado por los cuatro vientos, su clima es más seco que el resto de Cantabria a excepción de la Cantabria del Ebro con una pluviometría de 700 mm anuales en Potes. Como ya se ha mencionado el contraste es muy acusado y por ejemplo la media anual de precipitación es de 1800 mm en Tresviso.
Como es lógico suponer, en Cantabria existen numerosas excepciones climáticas con microclimas por apantallamiento, aunque debido a su pequeña dimensión, a la poca población o a la falta de observaciones, no pueden ser estudiados debidamente, los más conocidos se producen en los Valles de Soba y de Iguña con microclimas de características parecidas a Liébana, aunque a menor escala.

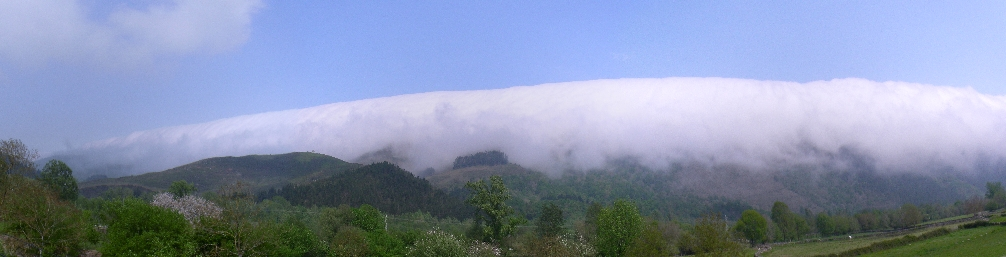
Efecto Foehn en la Sierra del Escudo de Cabuérniga (Cantabria, España) visto desde Ruente (12 de junio de 2010). La cascada de nubes desborda la cumbre de la sierra, dispuesta en dirección de O-E. El mar de nubes, cuyo tope está ligeramente sobre dicha cota, rebasa la montaña y desciende a sotavento.

## Vientos

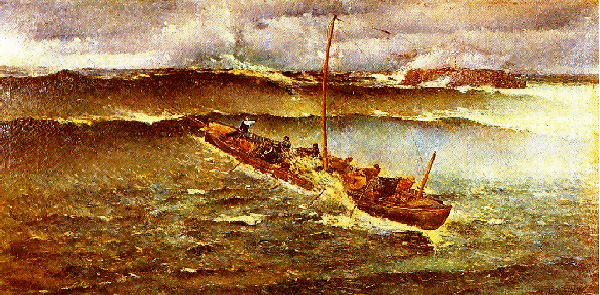
¡Jesús y adentro!, de Fernando Pérez de Camino (1859-1901). Pintura de finales del siglo XIX. ¡Jesús y adentro! era la plegaria que decían los pescadores de Santander cuando había temporal en el instante mismo de pasar El Puntal al intentar ganar el puerto.

La destacable influencia de la geografía física de Cantabria, con su fuerte relieve, sobre su clima es la causa principal de fenómenos atmosféricos peculiares como son las llamadas suradas, propiciadas por el efecto Foehn. Este efecto consiste en que el viento del sur, impulsado normalmente por una borrasca, incide templado y húmedo sobre la fachada sur de la Cordillera Cantábrica, después en su ascenso por las empinadas laderas, se enfría y condensa produciendo lluvia y nieve sobre dicha fachada sur, quedando casi seco al rebasar las altas cumbres desde las que se precipita cual cascada, calentándose y acelerando en su caída por lo que llega con fuerza, seco y racheado, a las tierras bajas de La Marina de Cantabria. Es frecuente la propagación de incendios favorecidos por este viento, como el que arrasó la ciudad de Santander en el invierno de 1941, por lo que también se
le considera un viento pirómano. Asimismo, tiene fama en la región de influir en el comportamiento de las gentes, al deparar cefaleas, patologías respiratorias y estados depresivos que los expertos relacionan con la ionización positiva del aire.  Condiciones que contrastan con las de la vertiente sur de la cordillera donde el viento es más fresco y húmedo y puede y suele estar lloviendo o nevando. El ábrego es más frecuente en otoño e invierno y suele ser el preludio de un brusco cambio de tiempo ya que las borrascas que lo generan suelen desplazarse hacia el este empujando un frente frío que, cuando y donde llega, gira el viento rápidamente a noroeste - primo hermano del ábrego, llamado en Cantabria ‘’gallego’’-, trayendo nubes bajas, lluvia y una brusca caída de temperatura.

Fotografía tomada el 8 de octubre de 2014 desde el monte Corona mientras penetraba en tierra un frente del norte procedente del mar Cantábrico (a la derecha de la imagen) en un día hasta entonces dominado por el viento sur (a la izquierda).

Otro viento muy conocido en La Marina de Cantabria es el nordeste, siempre asociado a tiempo anticiclónico, que despeja los cielos y hace bajar las temperaturas tanto en verano como en invierno. En verano está regulado por la circulación de brisa marina con un marcado ciclo diurno reforzándose a mediodía y por la tarde a medida que el sol va calentado y desapareciendo durante la noche y madrugada. Es muy típico de la segunda mitad de julio y se suele instalar de forma intermitente hasta finales de septiembre, después de las morrinas de principio de verano. En invierno, el efecto de la brisa es despreciable y apenas modifica su comportamiento, por lo que el ciclo diurno es menos notorio. La única excepción a la relativa bonanza de este tipo de viento son las entradas de masas frías continentales del nordeste, conocidas como siberianas, que son las que pueden dejar nieve a nivel del mar. 
Entre mayo y septiembre, bajo condiciones muy particulares, los vientos del noroeste aparecen de forma repentina y violenta después de un tiempo sin brisa, calmo y bochornoso. Este fenómeno, conocido como galerna en todo el litoral oriental del Cantábrico, es posiblemente el más peligroso de cuantos acontecen por estas latitudes y cuenta con el historial más negro de las catástrofes meteorológicas en La Marina de Cantabria.

## Nota Legal
- Nota Legal (2012). «Autorizado el uso y reproducción de la información procedente de la Agencia Estatal de Meteorología del Ministerio de Agricultura, Alimentación y Medio Ambiente, citando a AEMET como autora de la misma.».

- Datos: Q5772613